# Carl Stockhinger
Carl Stockhinger, auch Karl Stockhinger (* 10. September 1894 in Bremen; † 4. April 1951 in Bremen) war ein deutscher Politiker (SPD).

## Biografie
Nach dem Besuch der Volksschule absolvierte Stockhinger eine Schriftsetzerlehre und arbeitete anschließend in diesem Beruf. Er war bis 1933 Setzer und Betriebsratsvorsitzender bei der Arbeiterzeitung, der späteren Volkszeitung. Er war zudem Funktionär im Verband des graphischen Gewerbes. Nach dem Zweiten Weltkrieg wurde er als Arbeitsvermittler beim Bremer Arbeitsamt beschäftigt.
Stockhinger trat 1914 in die SPD ein. Er war von 1920 bis 1922 Mitglied der USPD und wurde im Anschluss wieder Sozialdemokrat. Von 1931 bis 1933 amtierte er als Landesvorsitzender der SAPD in Bremen.
Nach 1945 wurde er erneut Mitglied der SPD. Er war Mitglied der Bremischen Bürgerschaft von 1946 bis 1951 und von 1947 bis zu seinem Tode Vorsitzender der SPD-Fraktion.
Seine Tochter Anneliese Leinemann (SPD) war Mitglied und Vizepräsidentin der Bremischen Bürgerschaft.

## Ehrungen
Die Carl-Stockhinger-Straße in Bremen-Woltmershausen ist nach ihm benannt.